# Castello di San Michele (Cagliari)
Il Castello di San Michele è un edificio fortificato, risalente al periodo giudicale, che sorge sull'omonimo colle di Cagliari. L'edificio, per posizione e rilevanza storica, rappresenta uno dei monumenti più significativi della città.

## Storia
Gli scavi del 1990 hanno messo in luce i resti di una chiesa campestre, probabilmente di periodo altomedievale, sulla quale sorse in seguito il castello, almeno nel XII secolo, a difesa della città di Santa Igia, capitale del Giudicato di Cagliari. Il complesso presenta tre torri e un fossato che circonda la struttura. Il periodo più importante del Castello è senza dubbio tra il 1350 e il 1511, periodo in cui fu abitato dalla Famiglia Carroz, nobile casata spagnola.
Successivamente fu abbandonato e utilizzato come lazzaretto durante l'epidemia di peste "di Sant'Efisio" (1652-1656). Fu nuovamente fortificato in funzione difensiva degli attacchi francesi tra Seicento e Settecento. Intorno al 1940, fu presidiato dalla Regia Marina (poi Marina Militare) e poi sdemanializzato fino a passare allo Stato e al Comune di Cagliari. Attualmente il Castello ha subito una sostanziale modificazione nella struttura, adibita a Centro d'Arte e Cultura.

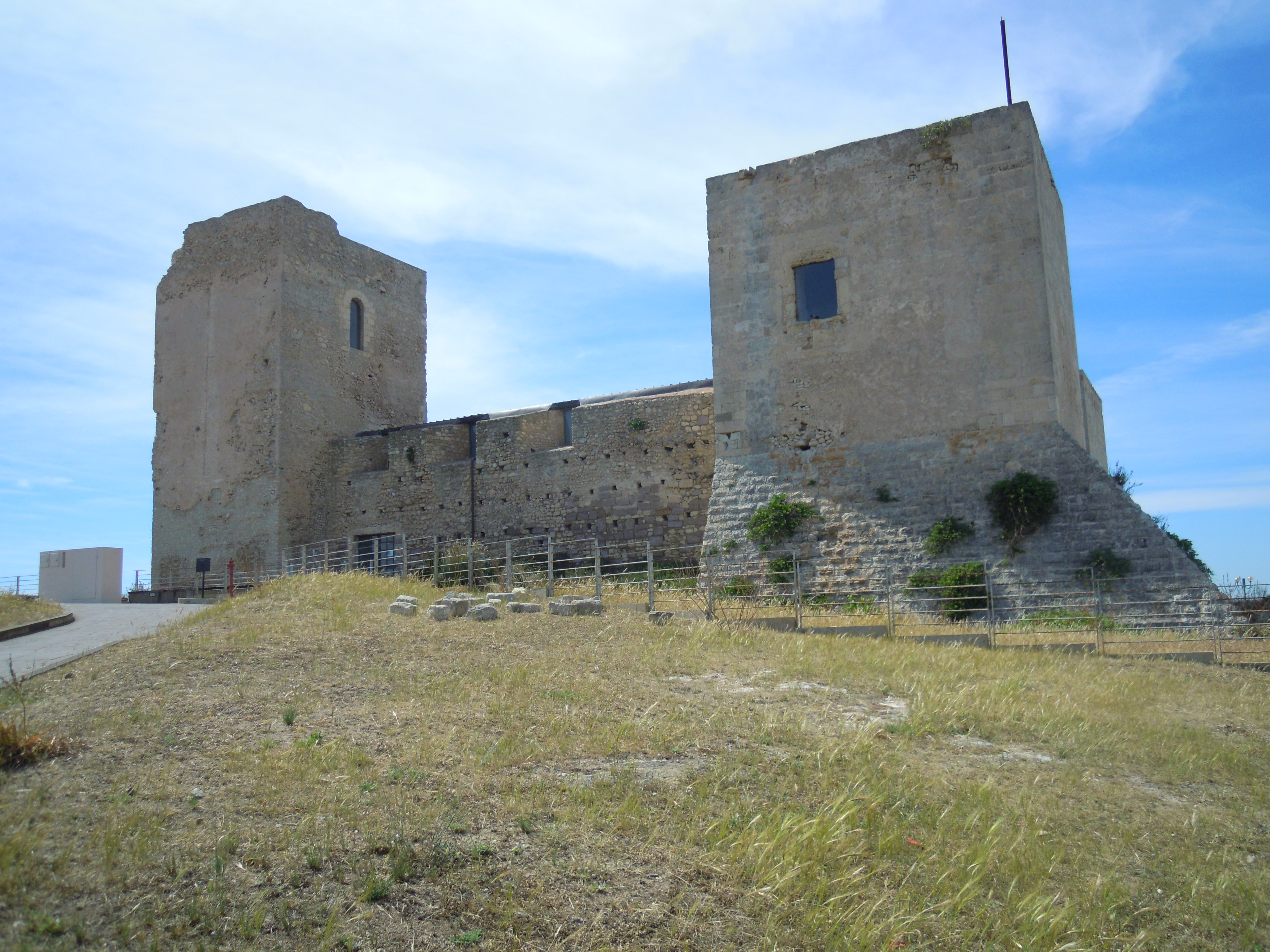
Ingresso principale.
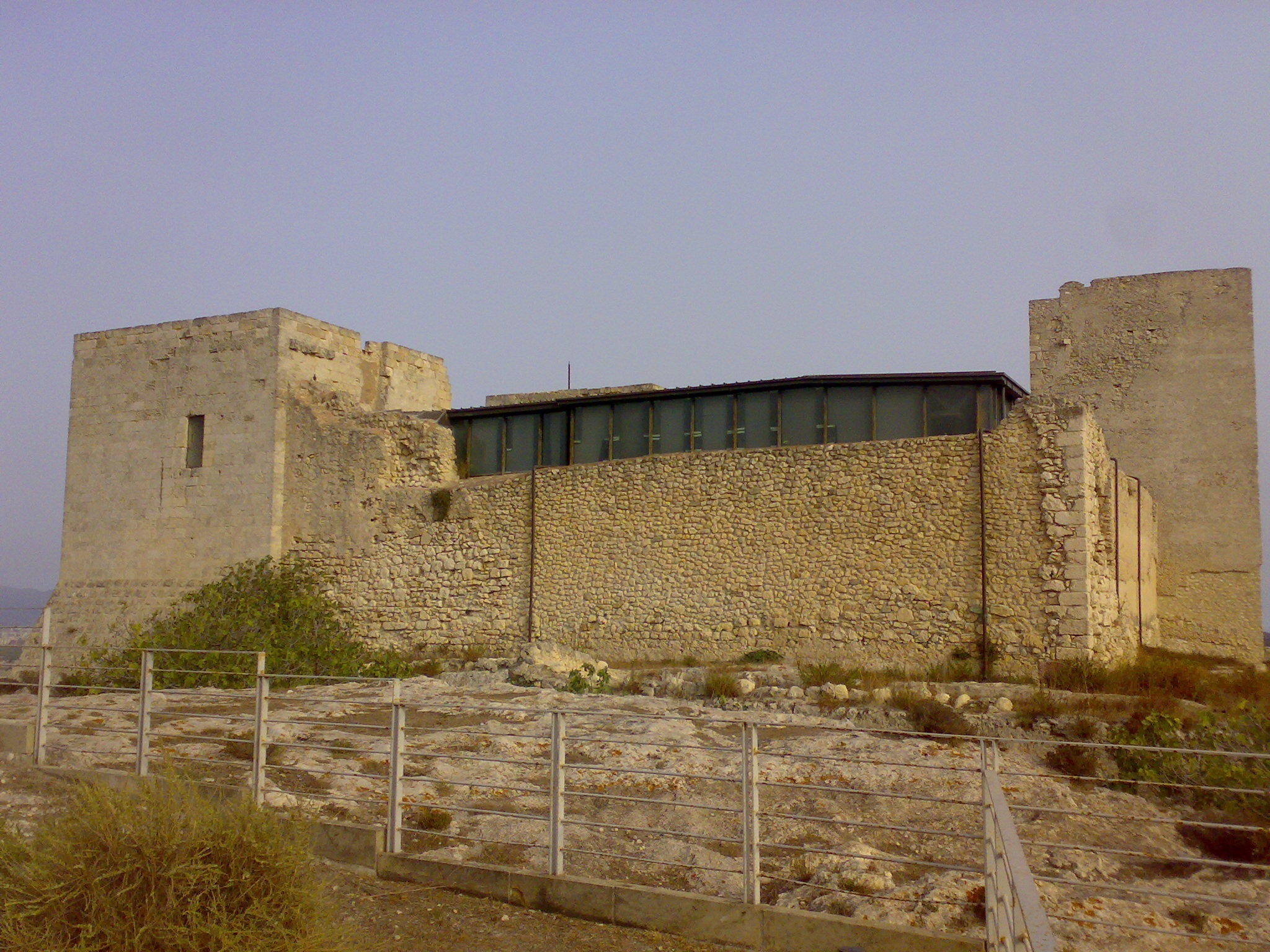
Area retrostante.

## Descrizione

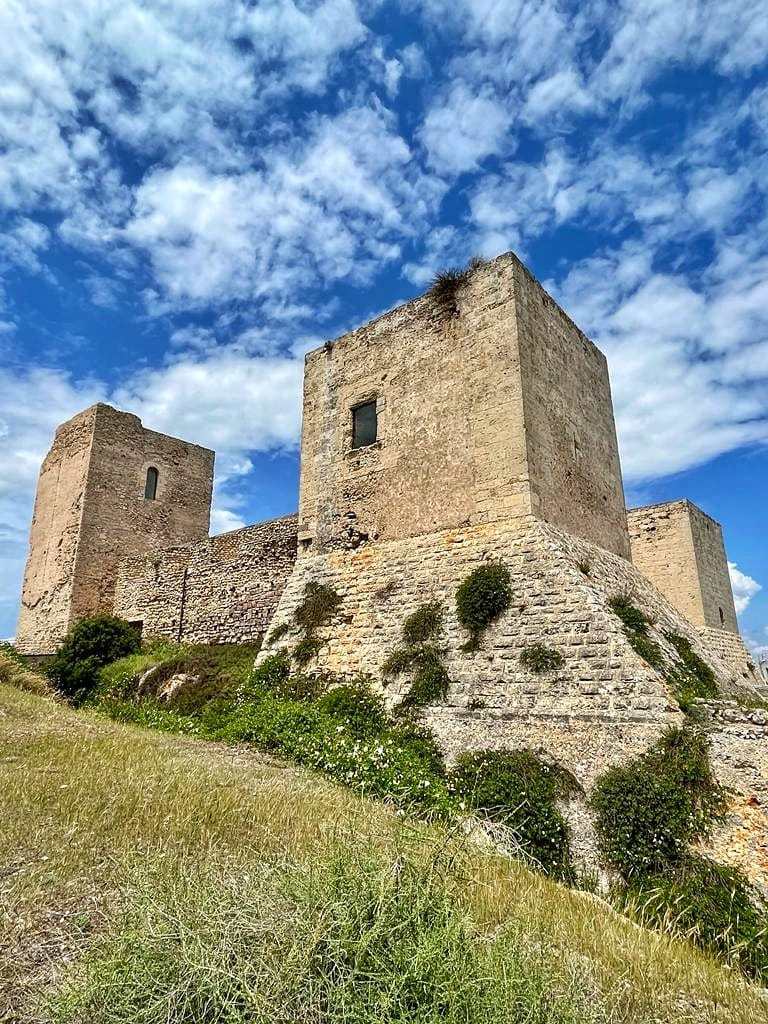
Veduta esterna

Il Castello di San Michele presenta una pianta quadrangolare, tre torri e un fossato circostante. Le tre torri, ancora visibili, sono posizionate a nord-est, sud-est e sud-ovest e presentano caratteristiche costruttive differenti.

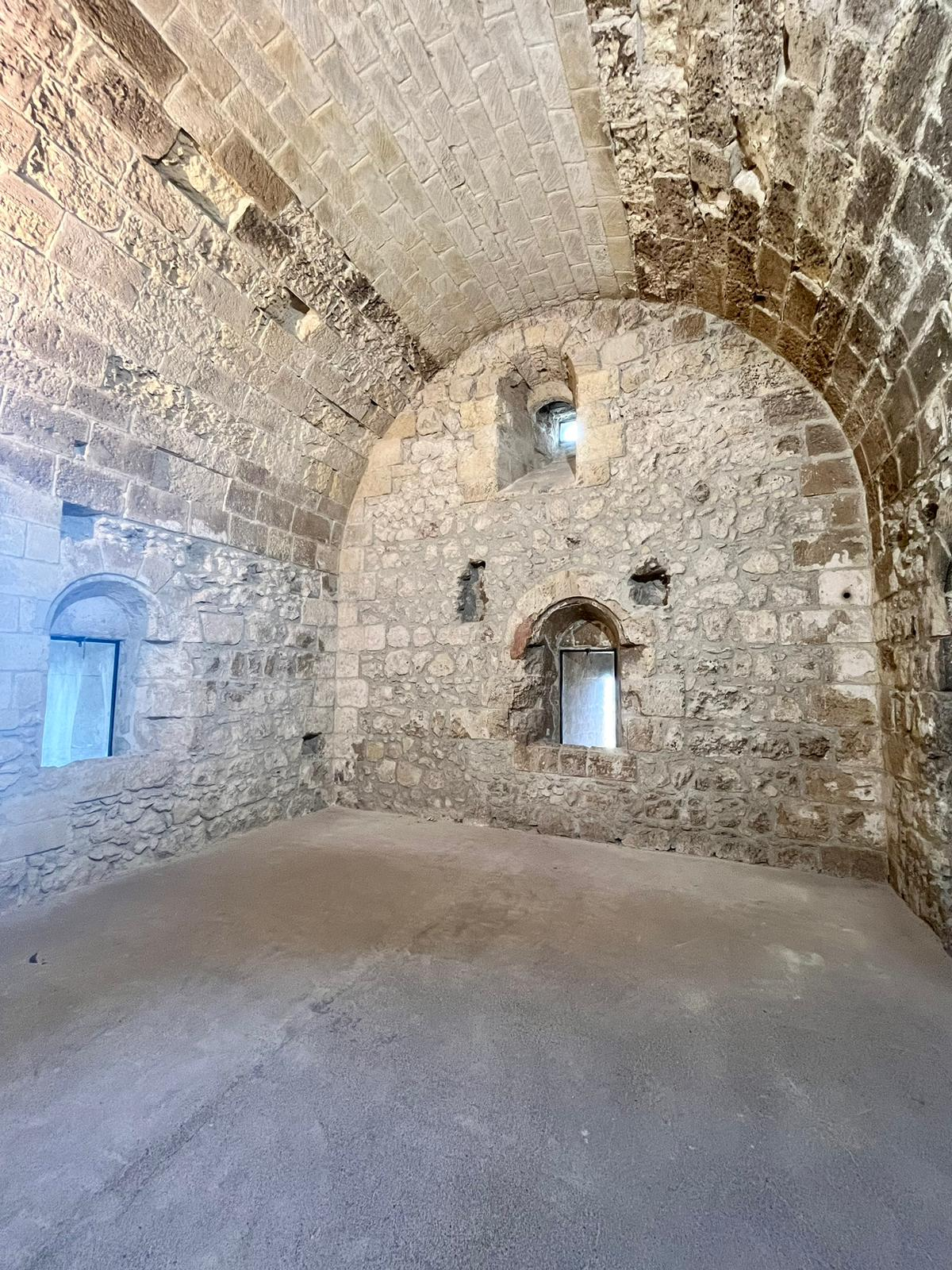
Interno

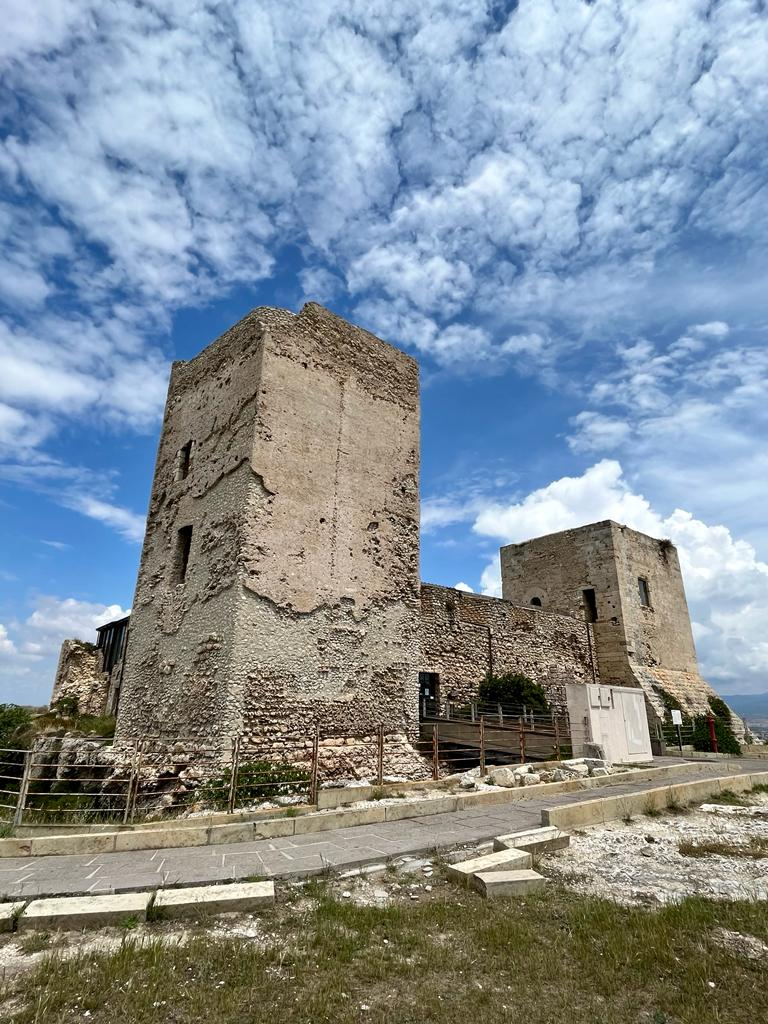
Ingresso principale

Le torri di nord-est e sud est risalgono al XIII secolo e sono attribuibili a maestranze pisane mentre la torre di sud-ovest risale al XV secolo ed è ascrivibile a costruttori aragonesi. Particolarmente importante è la funzione della torre a sud – ovest poiché, proprio grazie alla sua posizione strategica, garantiva il controllo dell’interno del Castello e, al contempo, dell’esterno.
L’articolazione interna dell’edificio era caratterizzata da una corte interna, ambienti per i castellani e per la servitù.
Gli interventi di restauro del Novecento hanno dato al Castello una nuova funzione culturale; il complesso rappresenta uno dei principali centri di arte e cultura della città, spesso sede di mostre e iniziative culturali.

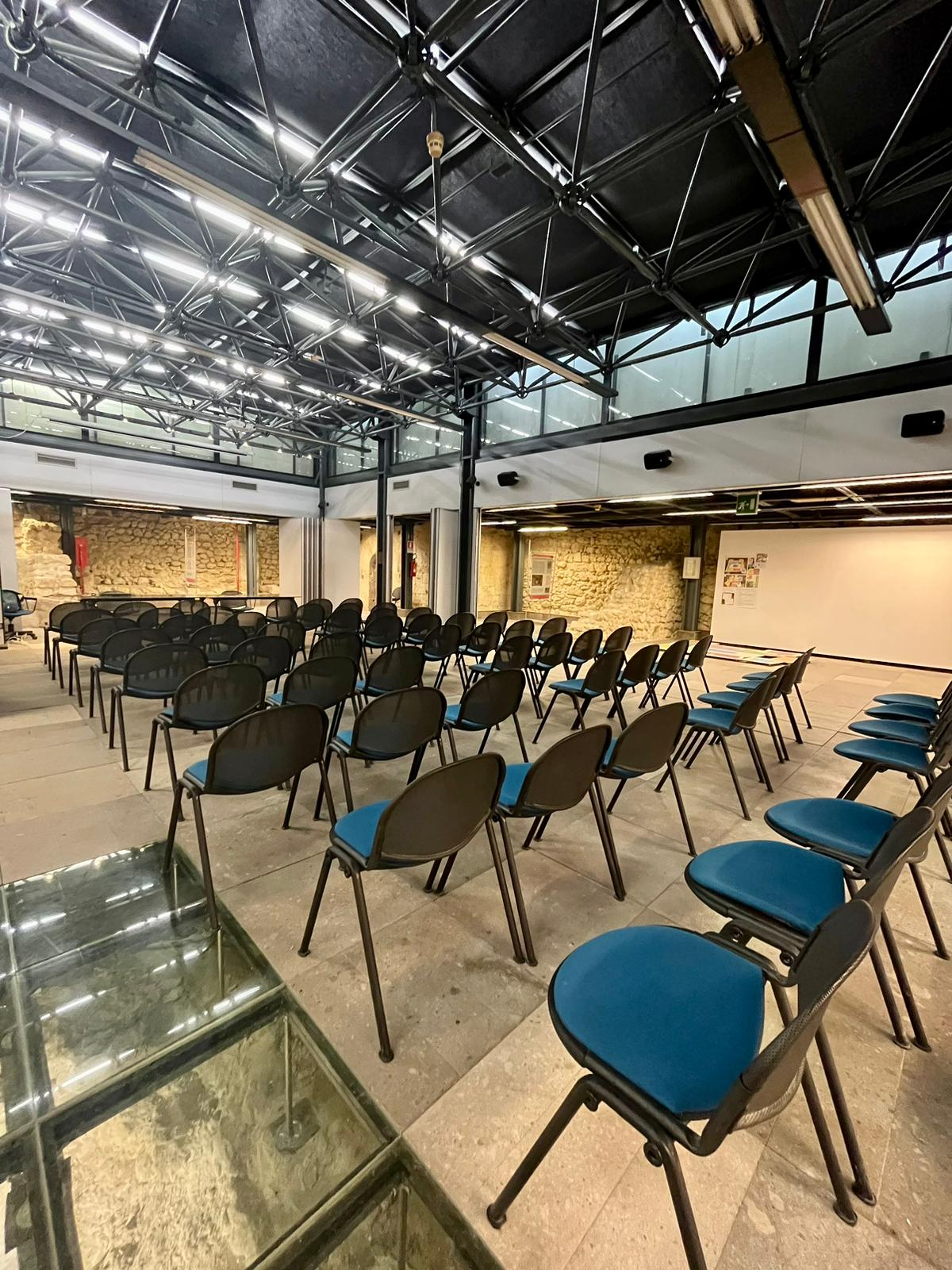
Primo piano.

È anche grazie a tale funzione che ne viene garantito un buono stato di conservazione, nonostante alcuni casi di disgregazione determinati dalla presenza di materiale calcareo.

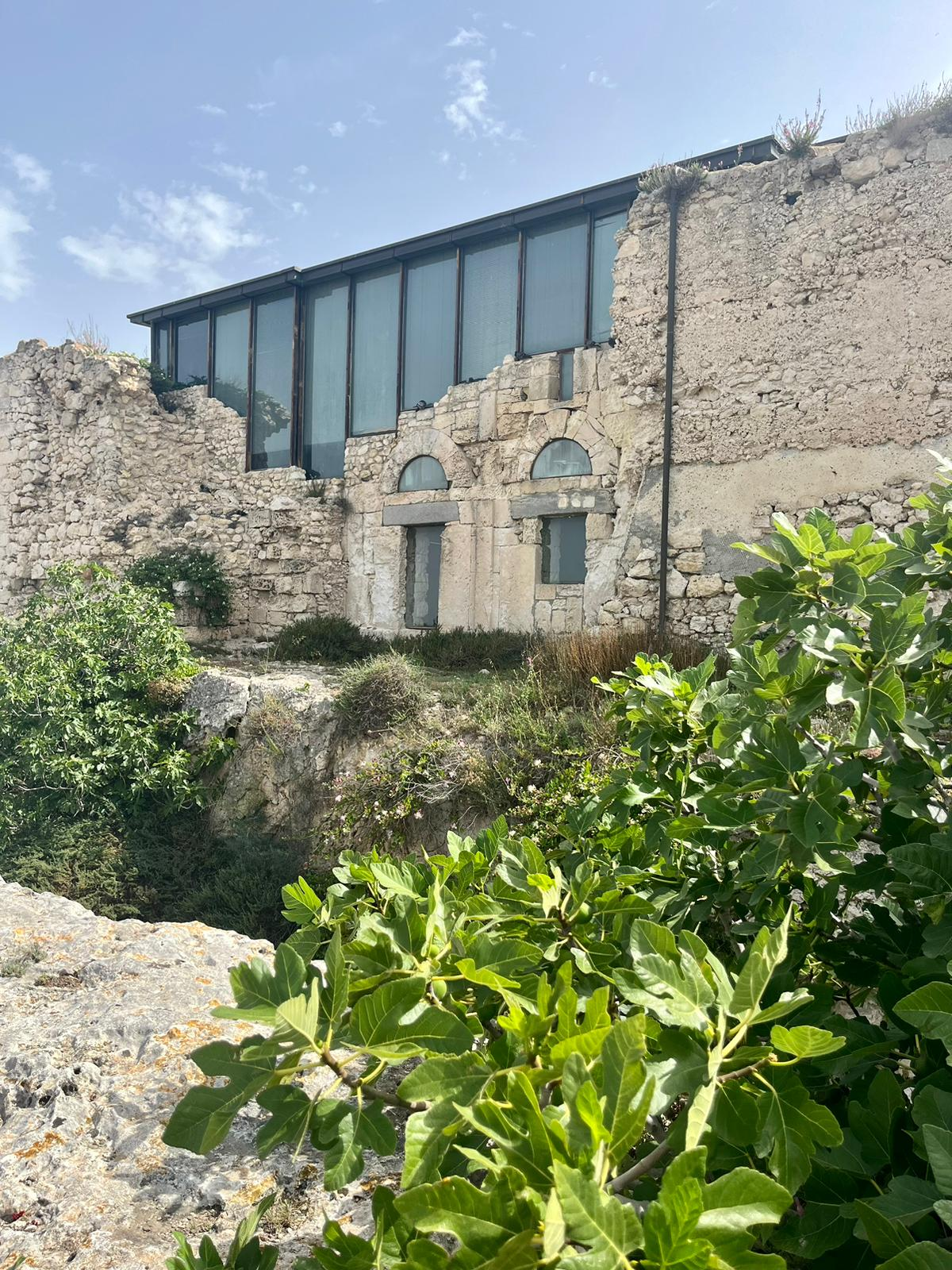
Resti della chiesa medioevale nella sezione inferiore della facciata. Presenta due portali con lunetta soprastante.
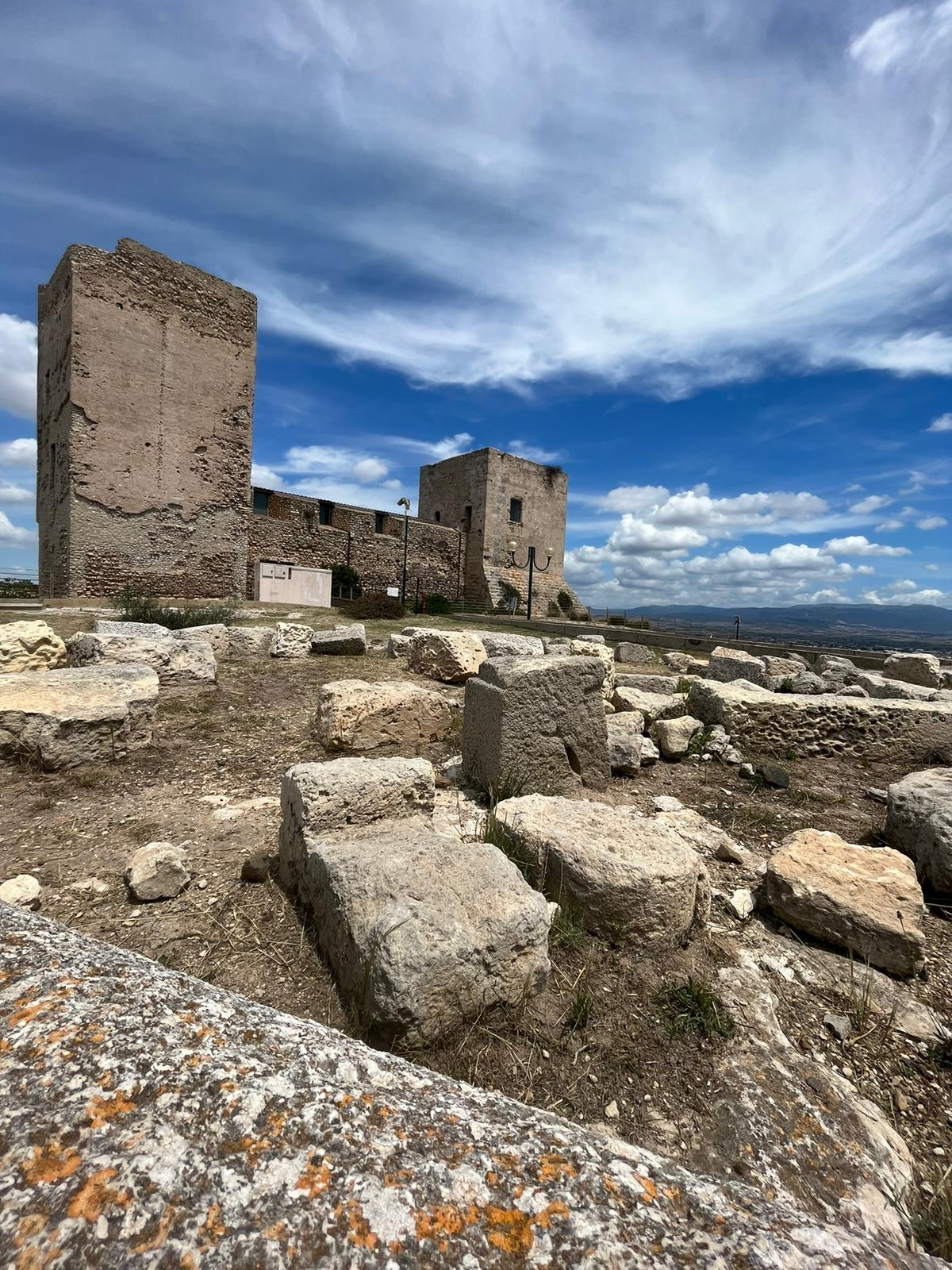
Veduta da sud - ovest. In primo piano fusti di colonna e basi in pietra calcarea.
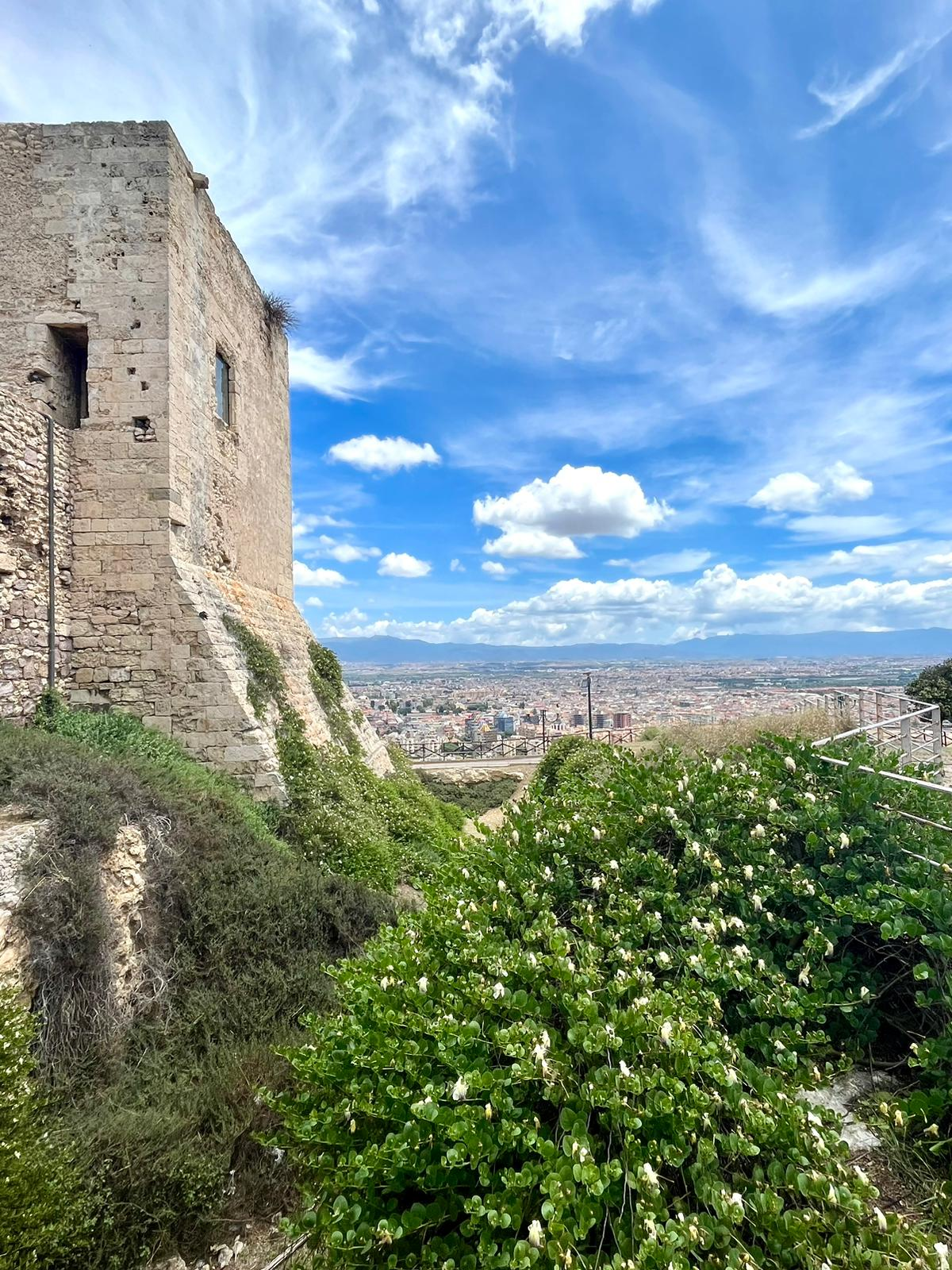
Torre di sud-est con sistema murario costituito da grandi elementi lapidei negli spigoli unito a pietre di dimensioni inferiori.
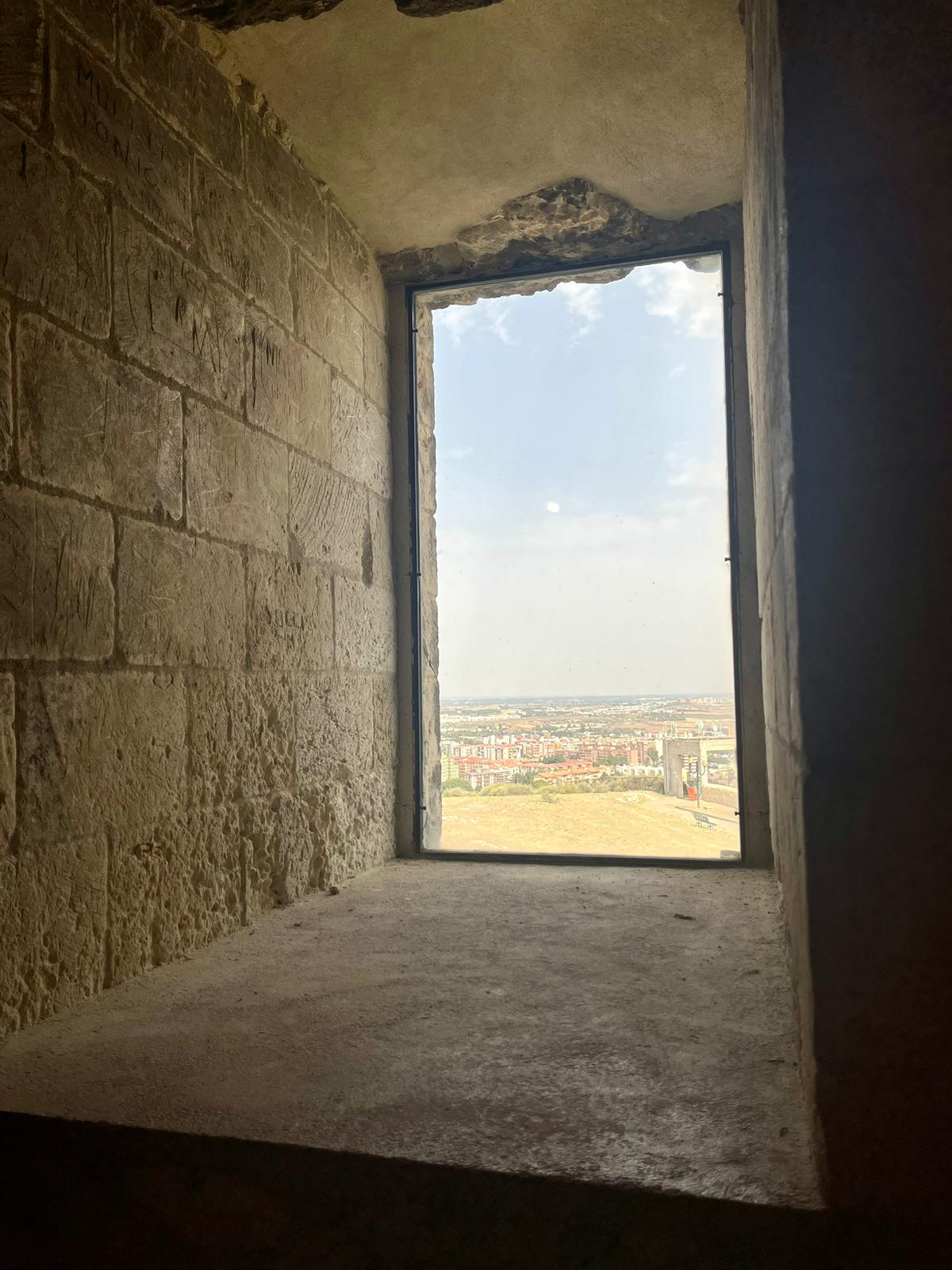
Veduta della città da una torre.